# Roberto Zileri Dal Verme
Roberto Zileri Dal Verme degli Obbizi (Roma, 25 ottobre 1858 – Vicenza, 28 febbraio 1937) è stato un politico italiano.

## Biografia
Roberto Zileri Dal Verme degli Obbizi è stato un politico italiano, già sindaco di Vicenza tra il 1896 e il 1897 e deputato alla Camera dei deputati tra il 1919 e il 1921. Proveniente da una famiglia imparentata con i Borbone d'Austria, il nonno Giulio era stato Ministro del Duca di Parma. La famiglia si era trasferita a Vicenza nel 1885 a seguito del lascito di Maria Lucrezia Zileri dal Verme. Fu una delle ultime figure suggestive dell'aristocrazia vicentina a perseguire una linea di clericalismo intransigente. Primo sindaco cattolico di Vicenza, tra il 1896 e il 1897, poi assessore ai lavori pubblici, fu volontario in Sudafrica con gli inglesi e nella Croce Rossa durante la Guerra di Libia. Presidente della giunta diocesana dell'Azione Cattolica della città berica, fu il promotore e primo firmatario del manifesto elettorale a favore del leader nazionalista Enrico Corradini, candidato nel collegio di Marostica per le elezioni politiche suppletive del 1914. Nel 1919 aderì al Partito Popolare di Don Luigi Sturzo e venne eletto deputato per la Provincia di Vicenza con 16.605 preferenze, risultando il secondo della lista. All'interno del PPI successivamente si collocò nell'ala filofascista del conte Grosoli e dell'onorevole Stefano Cavazzoni, futuro ministro del Lavoro del Governo Mussolini tra 1922 e il 1923.

## Sindaco di Vicenza (1896-1897)
Nel 1896 vi furono nuove elezioni amministrative che portarono al varo della giunta cattolica di Zileri Dal Verme, che il quotidiano intransigente "La Riscossa", curato dai fratelli Scotton, definì dal carattere così schietto, così marcato e così universale di cattolicesimo senza epiteti, ossia di papalità. I primi dissidi avvennero a causa della polemica antirisorgimentale, poiché il sindaco voleva inserire elementi religiosi nella celebrazione della Battaglia di Monte Berico, avvenuta il 10 giugno 1848, durante la prima guerra d'Indipendenza. La questione non venne presa bene da molti, vi fu una vibrante protesta dei reduci delle guerre d'indipendenza e dei garibaldini, che culminò con l'assalto all'alfiere del comune che stava entrando al santuario di Monte Berico. Un altro elemento di conflitto fu l'intitolazione di una piazza vicino a Ponte degli Angeli, vi fu la disputa tra il toponimo Piazza XX settembre, in ricordo della presa di Roma da parte del Regno d'Italia, e XX maggio, che avrebbe dovuto ricordare la resistenza dei vicentini presso Borgo Scroffa nel 1848.
L'annosa questione si ripresentò in modo simmetrico l'anno successivo, la giunta ritenne di non solennizzare la celebrazione, mentre il prefetto sconsigliò ogni modifica, visti gli scontri dell'anno precedente. La cronaca degli eventi è stata fornita ai posteri dal giornalista vicentino Adriano Navarotto: La spianata di Monte Berico era gremitissima, [...] approfittando di quella calca muliebre, uno dei gruppi più bellicosi si fa addosso a quello delle autorità. L'audace tentativo fallì, ma la zuffa diventò una mischia paurosa, i contendenti non badavano ai bersagli ne misuravano i colpi.[...] Sindaco, Giunta e bandiera potean rientrare in municipio incolumi, mentre sulla Piazza si spegneva la cagnara. Ma alla sera fu anche più grande il fracasso. La sera scesero in piazza migliaia di cittadini con decine di ghirlande. Il corteo si mosse per Via Muscheria con acclamazioni al Re (in Piazza Duomo). Vicenza la leonessa del X giugno era tutta lì. L’arrivo al monumento segnò uno dei momenti più belli della dimostrazione. Prese la parola il presidente dei veterani Cav.Negrin che commemorò i martiri, concludendo con alcuni versi di Giacomo Zanella.
Alle 21,30 la folla si fermò davanti al palazzo del Sindaco conte Roberto Zileri in corso Palladio: alcune finestre erano illuminate, la bandiera nazionale è esposta. Grida dei manifestanti contro il Sindaco "codino", parente dei Borbone, intervennero i Carabinieri che tolsero la Bandiera per evitare risse. Un numeroso gruppo di manifestanti si portò al Ponte Pusterla, presso la tipografia de Il Berico (il giornale dei clericali), ove vennero lanciate sassate alle vetrine, un sasso colpì alla fronte un maresciallo dei R.R.C.C. (Regi Carabinieri), la folla ruppe il cordone delle guardie, suonarono gli squilli di tromba e vi furono diciassette arresti.. Sui fatti di Vicenza, l’On. Luigi Cavalli presentò una interrogazione, a cui rispose il sottosegretario Serena. L'eco di fatti vicentini si dilatò sulla stampa nazionale, Il Primo Ministro Antonio di Rudinì licenziò l'amministrazione clericale, ponendo fine ad un'esperienza unica in tutta Italia. La caduta dell'amministrazione Zileri Dal Verme significò per i cattolici intransigenti l'impossibilità di instaurare una stabile “dittatura” clerical-conservatrice sulla vita amministrativa cittadina, a imitazione della giunta Grimani di Venezia. Le successive elezioni, svoltesi nel dicembre, registrarono un nuovo allontanamento tra clericali e moderati, non vi fu la temuta avanzata socialista, vennero eletti ventisette moderati e tredici clericali.